# Kaukasus-Hundszahn
Der Kaukasus-Hundszahn (Erythronium caucasicum) ist eine Art aus der Familie der Liliengewächse (Liliaceae).

## Merkmale
Der Kaukasus-Hundszahn ist eine ausdauernde, krautige Zwiebelpflanze, die Wuchshöhen von 10 bis 20 Zentimeter erreicht. Die Blätter sind rot gescheckt. Die Blüten sind einzeln. Die Perigonblätter sind weiß mit gelbem Grund oder gelblich, auf der Innenseite ober rot gepunktet und 25 bis 40 Millimeter lang.
Die Blütezeit liegt im März, selten beginnt sie bereits im Februar.
Die Chromosomenzahl beträgt 2n = 24.

## Vorkommen
Der Kaukasus-Hundszahn kommt im West-Kaukasus und in West-Kaukasien bis zum nördlichen Iran vor.  Die Art wächst auf buschigen Abhängen, Wiesen und zwischen Geröll in Höhenlagen von 500 bis 2300 Meter.

## Nutzung
Der Kaukasus-Hundszahn wird selten als Zierpflanze für Gehölzränder, Steingärten und trockene Rasen genutzt.